# Frank Hübner (lekkoatleta)
Frank Hübner (ur. 5 listopada 1960) – niemiecki lekkoatleta specjalizujący się w długich biegach sprinterskich. W czasie swojej kariery reprezentował Niemiecką Republikę Demokratyczną.
Największy sukces na arenie międzynarodowej odniósł w 1979 w Bydgoszczy, zdobywając brązowy medal mistrzostw Europy juniorów w biegu sztafetowym 4 x 400 metrów. W 1989 zdobył brązowy medal mistrzostw NRD w biegu na 400 metrów.